# Giovanni Bogliolo
Giovanni Battista Bogliolo (Laigueglia, 29 giugno 1938 – Urbino, 30 ottobre 2019) è stato un francesista e traduttore italiano.

## Biografia
Si laureò in Lettere e Filosofia, nel 1961, e poco dopo (1968) divenne professore incaricato di Lingua e Letteratura francese all'Università di Urbino, venendo poi promosso a docente ordinario nel 1981. Fu direttore dell'Istituto di Lingue Leone Traverso dal 1986 al 1998, e preside della Facoltà di Lingue e Letterature straniere dal 1991 al 2000. Ricoprì la carica di Rettore dell'ateneo urbinate, dal 2001 al 2009. Nel 1991 vinse il Premio Grinzane Cavour per la traduzione. Collaborò con La Stampa, dal 1971, e Tuttolibri, fin dalla sua fondazione (1975). Dopo il pensionamento divenne professore emerito dell'Università degli Studi di Urbino Carlo Bo. È deceduto a Urbino, il 30 ottobre 2019.

## Opere

### Curatele
- Storia della letteratura francese 1, Bologna, Il Delfino, 1973
- Storia della letteratura francese 2, Bologna, Il Delfino, 1974
- Stendhal, Vita di Raffaello, Urbino, Accademia Raffaello, 1979
- Guy de Maupassant, Una vita, Milano, Mondadori, 1984
- Honoré de Balzac, Papà Goriot, Milano, Mondadori, 1987
- Anacronie: studi sulla nozione di tempo nel romanzo francese del Novecento, Fasano, Schena, 1989
- Francesistica: bibliografia delle opere e degli studi di letteratura francese e francofona in Italia. 1, 1980-1989, Fasano, Schena, 1992 (con Paolo Carile e Mario Matucci)
- Francesistica: bibliografia delle opere e degli studi di letteratura francese e francofona in Italia. 2, 1990-1994, Fasano, Schena, 1996 (con Paolo Carile e Mario Matucci)
- Marcel Proust, Alla ricerca del tempo perduto, Milano, BUR (tutti i volumi)
- Gustave Flaubert, Opere complete, Milano, Mondadori (tutti i volumi)
- Émile Zola, Nana, Milano, Mondadori 2011

### Saggi
- Lessico corbieriano: indice analitico e dati statistici del vocabolario delle Amours jaunes, Urbino, Argalia, 1975
- Lo spazio della lettura: teorie ed esperienze della "nouvelle critique", Roma, Lucarini, 1978
- Corbière e le sue maschere, Urbino, Quattro venti, 1984
- Giovanna d'Arco, Milano, Rizzoli, 1986
- Cinquantadue trame di capolavori della letteratura francese dell'Ottocento, Milano, Rizzoli, 1991
- Flaubert, prima e dopo, Torino, Nino Aragno 2007

### Traduzioni
- Guy Héraud, Popoli e lingue d'Europa, Milano, Ferro, 1966
- Jean-Pierre Richard, La creazione della forma, Milano, Rizzoli, 1969
- Albert Camus, La morte felice, Milano, Rizzoli, 1971
- Michel Foucault, L'archeologia del sapere, Milano, Rizzoli, 1971
- Georges Poulet, La metamorfosi del cerchio, Milano, Rizzoli, 1971
- Jean d'Ormesson, A Dio piacendo, Milano, Rizzoli, 1975
- Romain Gary, La vita davanti a sé, Milano, Rizzoli, 1976 (ried. Vicenza, Neri Pozza 2005)
- Emmanuel Le Roy Ladurie, Storia di un paese: Montaillou: un villaggio occitanico durante l'Inquisizione (1294-1324), Milano, Rizzoli, 1977
- François de La Rochefoucauld, Massime: riflessioni varie e autoritratto, Milano, Rizzoli, 1978
- Jean-François Revel, 3000 anni a tavola, Milano, Rizzoli, 1979
- Samuel Beckett, Poesie: poemes suivi de mirlitonnades, Torino, Einaudi, 1980
- Ivan Cloulas, Caterina de' Medici, Firenze, Sansoni, 1980 (con Maria Gabriella Cecchini)
- Emmanuel Le Roy Ladurie, Il carnevale di Romans, Milano, Rizzoli, 1981
- Pierre Miquel, Le guerre di religione, Firenze, Sansoni, 1981 (con Maria Gabriella Cecchini)
- Raymond Queneau, Segni, cifre e lettere e altri saggi, Torino, Einaudi, 1981
- Jean d'Ormesson, Dio: vita e opere, Milano, Rizzoli, 1982
- Henri Coulonges, Addio Leni, Milano, Rizzoli, 1983
- Emmanuel Le Roy Ladurie, Il denaro, l'amore, la morte in Occitania, Milano, Rizzoli, 1983
- Jean d'Ormesson, Il mio ultimo pensiero sarà per voi: una biografia sentimentale di Chateaubriand, Milano, Rizzoli, 1984
- Jean-Paul Sartre, La mia guerra: diari e racconti, Torino, Einaudi, 1984
- Jean d'Ormesson, Il vento della sera, Milano, Rizzoli, 1986
- Jan Potocki, Manoscritto trovato a Saragozza, Parma, Guanda, 1990
- Michel Onfray, Il ventre dei filosofi: critica della ragione dietetica, Milano, Rizzoli, 1991 (ora I filosofi in cucina, Firenze, Ponte alle Grazie 2011)
- Georges Poulet, La coscienza critica, Genova, Marietti, 1991 (anche curatela)
- Albert Cohen, Il libro di mia madre, Milano, Rizzoli, 1992
- Jean d'Ormesson, Il romanzo dell'Ebreo errante, Milano, Rizzoli, 1992
- Albert Cohen, Solal, Milano, Rizzoli, 1994
- Jean d'Ormesson, La dogana di mare, Milano, Rizzoli, 1994
- Claude Simon, L'acacia, Torino, Einaudi, 1994
- Ágota Kristóf, La terza menzogna, in Trilogia della città di K., Torino, Einaudi 1998
- Gustave Flaubert, L'educazione sentimentale in Opere II, Milano, Mondadori 2000
- Gustave Flaubert, La tentazione di sant'Antonio in Opere II, Milano, Mondadori 2000
- Jean-Yves Tadié, Vita di Marcel Proust, Milano, Mondadori, 2002
- Émile Zola, Nanà, in Romanzi, Milano, Mondadori 2010
- Hervé Le Tellier, Adesso basta parlare d'amore, Milano, Mondadori, 2011
- Honoré de Balzac, Il cugino Pons in La commedia umana, vol. III, Milano, Mondadori, I Meridiani, 2013
- Jean d’Ormesson, Malgrado tutto, direi che questa vita è stata bella, Vicenza, Neri Pozza, 2017
- Jean d’Ormesson, Guida degli smarriti, Vicenza, Neri Pozza, 2017
- Romain Gary, Gli aquiloni, Vicenza, Neri Pozza, 2017
- Tanguy Viel, Articolo 353 del Codice Penale, Vicenza, Neri Pozza 2018
- Yannic Haenel, Tieni ferma la tua corona, Vicenza, Neri Pozza, 2018
- David Diop, Fratelli d'anima, Vicenza, Neri Pozza, 2019
- Romain Gary, Gli uccelli vanno a morire in Perù, Neri Pozza, 2019